# Blumenfeld (Bern)
Blumenfeld  ist ein Quartier der Stadt Bern. Es gehört zu den 2011 bernweit festgelegten 114 gebräuchlichen Quartieren und liegt im Stadtteil VI Bümpliz-Oberbottigen, dort im statistischen Bezirk Bethlehem. Angrenzend befinden sich die Bethlehemer Quartiere Tscharnergut, Ackerli, Bethlehemacker, Altes Bethlehem und Untermatt, ausserdem Stöckacker sowie die Bümplizer Quartiere Schwabgut und Fellergut.
Im Jahr 2022 betrug die Wohnbevölkerung 851 Personen, davon 375 Schweizer und 476 Ausländer.

## Struktur
Blumenfeld gehört zu den Wohngebieten mit hohem Ausländeranteil aus Südeuropa (rund 60 %). In der Bausubstanz herrschen kleinere drei- bis vierstöckige Blöcke aus den 1940er- und 1950er-Jahren vor – die Situation wird mit den Gebieten Untermattweg und Looslistrasse verglichen.
Der Neubau «beerhaus» an der Bümplizstrasse 45 dient als Verwaltungsgebäude. Auch die Gewerblich Industrielle Berufsschule Bern nutzt ihn als einen ihrer sieben Standorte. Die Heilsarmee unterhält im Nachbargebäude eine Brocki für den An- und Verkauf von Gebrauchtwaren.

## Verkehr
Die Strassenbahnlinie 8 und die Postautolinie 101 verbinden Bethlehemacker mit dem Zentrum. Der Bus 27 verkehrt tangential zwischen Niederwangen-Bahnhof und Weyermannshaus Bad. Die Autobahn A1 ist über die Ausfahrt Bern-Bethlehem schnell erreichbar.